# スーパーフライデー オールジャパンベスト20
スーパーフライデー オールジャパンベスト20（スーパーフライデーオールジャパンベストトゥエンティ） は、1996年4月5日から2000年3月31日までの4年間、TOKYO FMをキー局にJFN加盟36局（当時）で毎週金曜日に放送された音楽バラエティ番組。メインパーソナリティは山本シュウが務めた。

## 番組概要
番組ではJFN各局のオンエア・リクエスト、CD売上げ、ファン投票などでランキングを集計し上位20曲を発表するほか、ゲストを招いてのトークや、リスナー参加の企画などが満載だった。

## 番組の歴史
1996年4月5日放送開始。当初から放送時間は22:00 - 23:55で、ダイハツ工業一社スポンサーで番組タイトルも『スーパーフライデー DAIHATSUオールジャパンベスト20』。1997年4月、ダイハツからVictoriaに提供が移り『スーパーフライデー Victoriaオールジャパンベスト20』に改題される。その後、山本のパートナーが篠原ともえから横山智佐に交代する。
『ベスト20』時代、23時枠に資生堂提供のパートがあり、1997年度はまだデビュー間もないDA PUMPがいち早くレギュラーコーナー『PUMP DA PUMP学院』を持っていた。
1998年10月には山本のパートナーが上原さくらに交代。放送時間も22:30 - となり、1年半ぶりにダイハツ提供に戻り『スーパーフライデーDAIHATSUオールジャパンベストセレクション』にタイトルを変更し番組内容もリニューアルされる。そして2000年3月をもって、番組は終了となった。
番組終了後、ダイハツはそのまま金曜23:00～の『DAIHATSU presents 山崎まさよしのフライデー・パワー・セッション』で引き続きスポンサーをつとめた。そして2002年4月より2003年9月まで、土曜午後の看板番組『DAIHATSU カウントダウン・ジャパン（現：JA全農 COUNTDOWN JAPAN）』のスポンサーを務めた。
なお、番組内随所に盛り込まれていたヤマハ提供の『MUSIC QUEST』コーナーはこの番組の終了後『MUSIC QUEST〜Mt.GROOVE 2000』のタイトルで独立した番組として木曜日23:31 - 23:50の枠で放送され、引き続き山本シュウがパーソナリティを務めた。

## 放送時間・タイトル
- 毎週金曜日22:00～23:55
  - 1996.4-1997.3『スーパーフライデー DAIHATSUオールジャパンベスト20』
  - 1997.4-1998.9『スーパーフライデー Victoriaオールジャパンベスト20』
- 毎週金曜日22:30～23:55
  - 1998.10-2000.3『スーパーフライデーDAIHATSUオールジャパンベストセレクション』

## パーソナリティ
- 山本シュウ
- 篠原ともえ（オールジャパンベスト20時代）
- 横山智佐（同上）
- 上原さくら（オールジャパンベストセレクション時代）

## 基本的な流れ
（1997年当時）
22:00　オープニング
ミュージック・クエスト　Part1（ヤマハ提供）
オールジャパンベスト20・第1部
ミュージック・クエスト　Part2
オールジャパンベスト20・第2部
23:00
- 資生堂提供枠
  - 資生堂ピーチピチ!聖ハイパー学院
  - SHISEIDO PUMP DA PUMP学院（DA PUMP）

23:25
オールジャパンベスト20・第3部
ミュージック・クエスト　Part3
オールジャパンベスト20・第4部
23:50　エンディング
（1998年当時）
22:30　オープニング
ミュージック・クエスト Part1
22:55　ドライブミュージック・ショーケース
23:00　
オールジャパンベストセレクション
ミュージッククエスト
オールジャパンベストセレクション
23:50　エンディング
| TOKYO FM系 金曜日22:00 - 22:30枠 | TOKYO FM系 金曜日22:00 - 22:30枠                                                                                            | TOKYO FM系 金曜日22:00 - 22:30枠                               |
| 前番組                           | 番組名 | 次番組                                                         |
| -------------------------------- | --- | -------------------------------------------------------------- |
| (不明)                           | スーパーフライデー (DAIHATSU/Victoria) オールジャパンベスト20                                                               | 木村拓哉のWhat's UP SMAP!                                      |
| TOKYO FM系 金曜日22:30 - 22:55枠 | |                                                                |
| (不明)                           | スーパーフライデー (DAIHATSU/Victoria) オールジャパンベスト20 ↓ スーパーフライデー DAIHATSUオールジャパンベストセレクション | 広末涼子のRHラヴ・アンリミテッド                               |
| TOKYO FM系 金曜日23:00 - 23:55枠 | |                                                                |
| (不明)                           | スーパーフライデー (DAIHATSU/Victoria) オールジャパンベスト20 ↓ スーパーフライデー DAIHATSUオールジャパンベストセレクション | 山崎まさよしのフライデー・パワー・セッション                   |
| TOKYO FM系 ダイハツ提供枠        | |                                                                |
| (不明)                           | スーパーフライデー DAIHATSUオールジャパンベスト20 ↓ スーパーフライデー DAIHATSUオールジャパンベストセレクション             | DAIHATSU presents 山崎まさよしのフライデー・パワー・セッション |